# Nylon 6

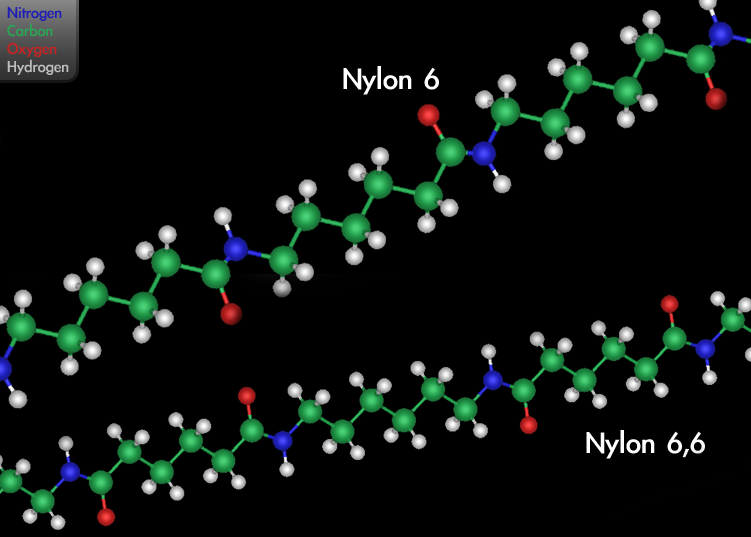
Nylon 6

El nylon 6 o policaprolactama es un polímero desarrollado por Paul Schlack en IG Farben para reproducir las propiedades del nylon 6,6 sin violar la patente de su producción. (Casi al mismo tiempo, Kohei Hoshino en Toray Industries también logró sintetizar nylon 6.) Es una poliamida semicristalina. A diferencia de la mayoría de los otros nilones, el nylon 6 no es un polímero de condensación, sino que se forma por polimerización de apertura de anillo; Esto lo convierte en un caso especial en la comparación entre los polímeros de condensación y de adición. Su competencia con el nylon 6,6 y el ejemplo que estableció también han dado forma a la economía de la industria de la fibra sintética. Se vende bajo numerosos nombres comerciales, incluidos Perlon (Alemania), Dederon (antigua Alemania Oriental), Nylatron, Capron, Ultramid, Akulon, Kapron (antigua Unión Soviética y estados satélites) y Durethan.

## Producción en Europa
En la actualidad, la poliamida 6 es el material de construcción más importante utilizado en muchas industrias, por ejemplo en la industria automotriz, aeronáutica, electrónica y electrotécnica, industria del vestido y medicina. La demanda anual de poliamidas en Europa asciende a un millón de toneladas. Son producidos por todas las empresas químicas líderes. Los mayores productores de poliamida 6 en Europa:
1. BASF - 240,000 toneladas por año
2. Lanxess - 170,000 toneladas por año
3. Radici - 125,000 toneladas por año
4. DOMO - 100,000 toneladas por año
5. Grupa Azoty - 100,000 toneladas por año